# Mozarts Plads station
Mozarts Plads station är en underjordisk metrostation (tunnelbana) på Mozarts Plads i Köpenhamns hamn som betjänas av linje M4 på Köpenhamns metro. 
Stationen invigdes den 22 juni 2024 och är dekorerad med konstverket Ud af Barndommen. Verket består av 800 målade väggpaneler och har skapats av konstnären Christian Schmidt-Rasmussen.